# Paul Hartmann (skådespelare)
Paul Wilhelm Constantin Hartmann, född 8 januari 1889 i Fürth, Bayern, Kejsardömet Tyskland, död 30 juni 1977 i München, Västtyskland, var en tysk skådespelare. 
Under 1910-talet och 1920-talet verkade han vid teatrar i Schweiz, Österrike och Tyskland, 1914–1926 var han anställd hos Max Reinhardt vid Deutsches Theater i Berlin. Åren 1926–1934 tillhörde han de ledande krafterna på Burgtheater i Wien men 1934 kallades han av Gustaf Gründgens till Berlin och Staatliches Schauspielhaus. Han framförde oftast klassiska hjälte- och karaktärsroller.
Han filmdebuterade 1915 och medverkade i över 100 filmer. Efter andra världskrigets slut 1945 belades han med yrkesförbud en tid för att ha medverkat i nationalsocialistiska propagandafilmer, i synnerhet filmen Vem dömer? 1941. På 1950-talet kunde han återuppta karriären och tilldelades 1965 det tyska filmpriset Filmband in Gold.

## Filmografi, urval
- 1917 – Långa år får sona vad stunden brutit
- 1932 – F.P.1 svarar ej
- 1933 – Tunneln
- 1940 – Bismarck
- 1941 – Vem dömer?
- 1954 – Regina Amstetten
- 1957 – Djävulskt uppdrag
- 1959 – I brottets skugga
- 1959 – Rosor till åklagaren
- 1959 – Buddenbrooks – en familjs ära och förfall